# ТОП (группа)
Группа «ТОП» — свердловская рок-группа, основанная в 1987 году Евгением Горенбургом, Виктором Шавруковым и Алексеем Хоменко. Группа определила свой музыкальный стиль как «бабл-гам-рок» — «рок жевательной резинки», то есть — весёлый и позитивный.

## История
С момента создания группы музыканты писали песни сразу и для мужского и для женского вокала. Автором практически всех текстов и музыки группы «ТОП» стал Евгений Горенбург. С появлением вокалистки, соло-гитариста и саксофониста группа «ТОП» стала полноценным коллективом.
Наряду с гастрольной деятельностью началась студийная работа. Дебютный альбом записывался на подпольной в прямом смысле слова студии, в специально вырытом для этого клавишником группы Германом Коневым подполье. Релиз альбома под названием «С’ТОП» состоялся в 1989 году. Некоторые номера этого альбома вошли в музыкальные сборники горячих хитов 1989—1990 годов Советского Союза. «Рок-н-ролл, твист, буги-вуги, широкая белозубая улыбка — серьёзной и пафосной уральской рок-музыке так не хватало всего того, что звучало на альбоме группы „ТОП“. В тревожном и непонятном 1989 году музыканты предложили слушателю хотя бы на 40 минут отвлечься, перестать париться о насущных проблемах, просто расслабиться и посмеяться».
На эти же годы приходится пик гастрольной деятельности группы. Несмотря на всю несерьёзность, нарочитую разболтанность и все, что является атрибутами коллектива стиля «бабл-гам», с третьего раза группа была аттестована в Свердловский рок-клуб. «„Топ“ выступили на творческой мастерской рок-клуба, но были встречены неласково: „Нет, ребята, ваша веселуха — это не наш рок“. Изменили программу, попробовали ещё раз. После этого Горенбург выступил на собрании с пламенной речью, растолковывая, что „Ob-La-Di, Ob-La-Da“ и „Octopus's Garden“ — несмотря на весёлость, далеко не самые последние в мире рока песни. А значит, и его собственная „Шуби-Дуби-Лав“ имеет право на существование. Против такой железобетонной аргументации возражать было трудно. И „Топ“ получил право писать на своих афишах „Группа Свердловского рок-клуба“».
Группа не достигла эпических высот как известные группы Свердловского рок-клуба (Наутилус Помпилиус, Агата Кристи, Урфин Джюс). Времена были злые, зарабатывать гастролями было нереально, и группа перешла в режим хоббизма. Каждый участник зарабатывал отдельно, а вместе все собирались, чтобы аранжировывать новый материал. Концерты были весьма редки, но были. А новый материал привёл к тому, что группа села записывать серьёзный альбом.
В 1993-м году группа приступила к записи первого «женского» альбома, сопродюсером, саунд-продюсером, звукорежиссёром которого стал Вадим Самойлов («Агата Кристи»). Прочие же представители рок-сообщества тоже приняли активное участие в записи пластинки: Настя Полева и Вячеслав Бутусов записали бэк-вокалы, Алексей Могилевский — партии на саксофоне. Альбом вышел в 1994-м году, впоследствии он неоднократно музыкально цитировался. В поддержку пластинки группа «ТОП» активно гастролировала два последующих года.
Более «взрослый», «декадентский» альбом «На закат» вышел спустя год. После чего группа взяла паузу длиной в семь лет. Итогом столь длительного затишья явился новый CD «Ночь нежна», выпущенный студией записи «Мистерия звука». Пластинка вышла в стилистике «Группа ТОП и звезды»: девять из десяти песен исполнили такие акулы российской рок-сцены, как Вадим Самойлов («Агата Кристи»), Вячеслав Бутусов («Наутилус Помпилиус»), Максим Покровский («Ногу Свело!»), Михаил Симаков («Апрельский Марш») и Владимир Шахрин («ЧАЙФ»). Альбом получил прекрасные отзывы в прессе, подкреплённые высокими продажами.
В 2000 году в Екатеринбурге был основан фестиваль «Старый Новый Рок». 13 января на сцене ТЮЗа группа «ТОП» презентовала свою пластинку «Школьный альбом» и позвала на мероприятие группу Александра Пантыкина «Поезд куда-нибудь». Вполследствии фестиваль стал ежегодным.
29 апреля 2010 года группа «ТОП» выступила на концерте «Обнажая» в Екатеринбургском Театре Эстрады. Также в концерте приняли участие: Алексей Кортнев («Несчастный случай»), Владимир Демьянов («Blues Doctors»), Big Band Театра Эстрады, Вокальная группа Сергея Пимонова и Полина Стаина.
Следующий альбом появился уже в 2011 году: музыканты записали новый альбом «СВЕТает», который вышел на рекорд-лейбле «СОЮЗ Мьюзик». Женский вокал на пластинке принадлежит молодой певице Полине Стаиной. Презентация «Светает» состоялась в день релиза, 1 декабря в клубе The Hooch.
В последние годы группа «ТОП» регулярно выступает на фестивалях «Старый Новый Рок» (2013, 2016, 2018, 2020) и «Старый Новый Рок на Волне» (2011, 2014, 2019). В 2016 году группа выступила на концерте, посвящённом Дню города Верхняя Пышма.
В 2018 году вышла последняя книга трилогии «Без музыки», состоящая из 10 глав: пять чёрно-белых свердловского периода и пять цветных о екатеринбургском роке. В первую книгу трилогии вошли тексты рок-музыкантов, а иллюстрациями послужили обложки их альбомов. Более 50 коллективов увековечены на страницах сборника, среди них — «Трек», «Наутилус Помпилиус», «Смысловые галлюцинации», «Агата Кристи», «ТОП», «Настя», «Сансара», «Апрельский марш», «Курара», «Урфин Джюс», «ЧайФ», «Каталог», «Чичерина», «Обе две», «Отражение», Amor Entrave и многие другие.

## Состав группы
Текущий состав
- Евгений Горенбург — вокал, гитара
- Станислав Панков — гитара, вокал
- Виктор Тельминов — бас гитара
- Герман Конев — клавиши, вокал
- Юрий Скала — вокал
- Владимир Назимов — ударные
- Валентин Штукатуров — звукооператор

Музыканты прошлых составов
- Алексей Хоменко — ударные, бас гитара
- Виктор Шавруков — ударные
- Юрий Буюклян — ударные
- Юрий Ряполов — саксофон
- Татьяна Старостина — вокал

В записи альбомов группы принимали участие
- Вадим Самойлов — вокал, гитара, клавиши, программирование
- Владимир Шахрин — вокал, губная гармошка
- Михаил Симаков — вокал
- Максим Покровский — вокал
- Вячеслав Бутусов — вокал
- Алексей Могилевский — тенор-саксофон, саксофон-сопрано
- Юрий Сокол — вокал
- Татьяна Ларина — вокал
- Александр Доброславин — безладовая бас гитара
- Настя Полева — бэк-вокал
- Сергей Баранов — клавиши
- Вячеслав Бутусов — бэк-вокал
- Сергей Щенников — труба
- Альберт Потапкин — бэк-вокал, маракасы
- Максим Коровин — рояль
- Александр Пантыкин — клавиши
- Александр Деулин — гитара
- Александр Баландин — вокал
- Елена Дробышевсая — вокал
- Рим Булатов — вокал
- Андрей Мизюха — вокал
- Марк Иванцов — сакс тенор
- Павел Татаровский — труба
- Николай Шаробура — тромбон,
- Юрий Ковалевский — ударные, перкуссия
- Владимир Елизаров — бас гитара, электро гитара, бэк вокал
- Екатерина Чадаева — вокал
- Владислав Цалер — труба
- Владимир Демьянов — гитара
- Виталий Владимиров — тромбон
- Владимир Бахитов — саксофон
- Ася Пономарёва — фортепиано
- Александр Чиненов — гитара, вокал
- Евгений Писак — гитара
- Виктор Алавацкий — вокал, перкуссия
- Владимир Мазуров — вокал, перкуссия
- Владимир Трапезников — саксофон
- Владимир Кощеев — саксофон, кларнет
- Виктор Часов — труба
- Николай Григорьев — гитара
- Вокальный квартет под управлением Сергея Цивелева

## Дискография
| Год  | Название        | Примечания       |
| ---- | --------------- | ---------------- |
| 1989 | С'ТОП           | Студийный альбом |
| 1994 | Love Story      | Студийный альбом |
| 2000 | Школьный альбом | Студийный альбом |
| 2001 | На закат        | Студийный альбом |
| 2006 | Ночь нежна      | Студийный альбом |
| 2011 | Светает         | Студийный альбом |

## Видеоклипы
- «Маленькая бензоколонка», Режиссёры: Олег Ракович, Кирилл Котельников
- «Стриптиз», Режиссёр: Кирилл Котельников, 1990 год
- «Ночь нежна» — Владимир Шахрин и группа «Топ», Режиссёр: Кирилл Котельников, 2006 год